# Hôtel du gouverneur des Dombes
L'hôtel du gouverneur des Dombes est un hôtel particulier situé à Trévoux, en France.

## Présentation
L'hôtel est situé dans le département français de l'Ain, sur la commune de Trévoux. L'édifice est inscrit au titre des monuments historiques en 1933.